# 烏爾特訥霍赫瓦特山

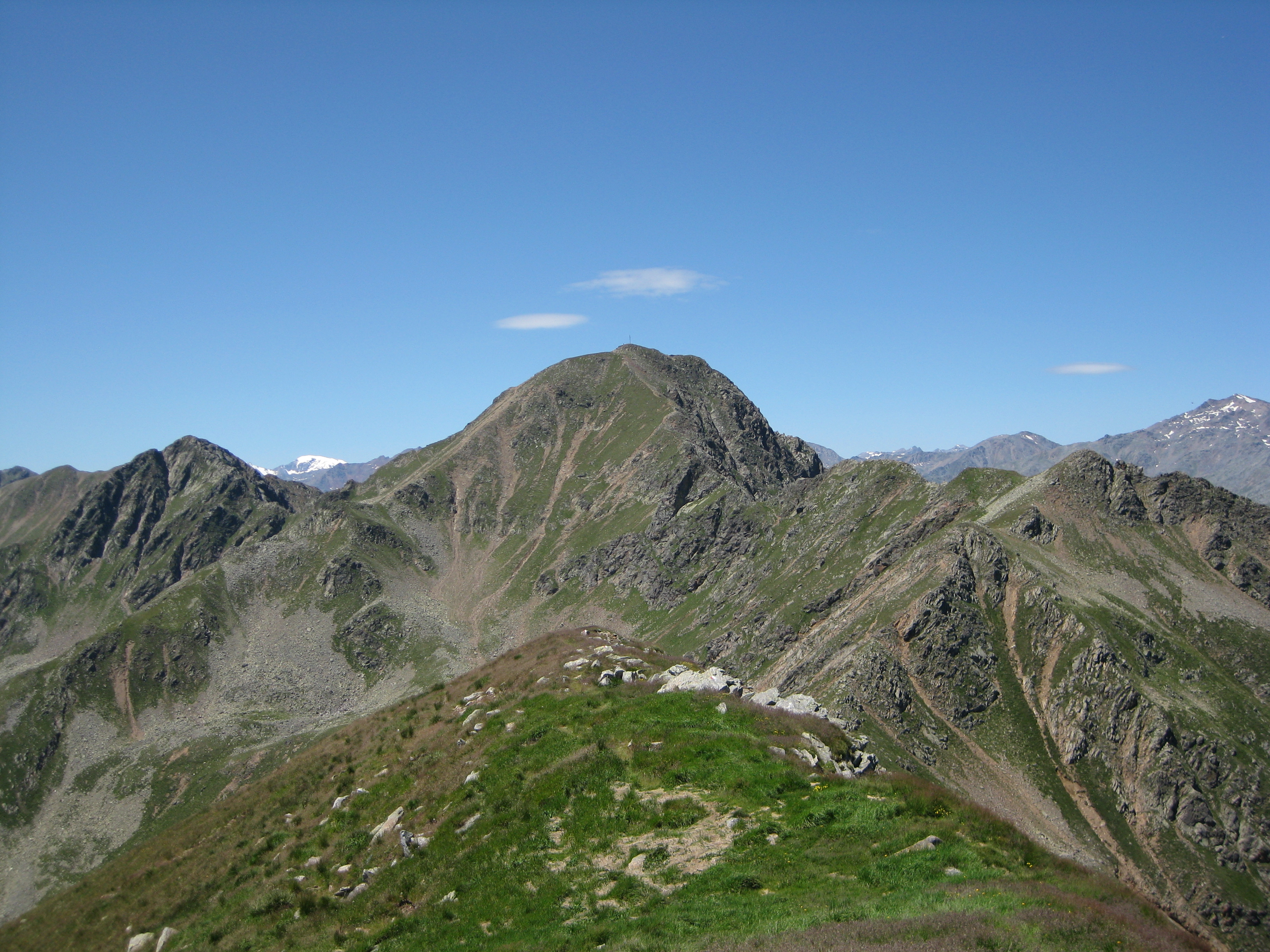

46°30′40″N 10°59′59″E / 46.511094°N 10.999589°E
烏爾特訥霍赫瓦特山（德語：Ultner Hochwart），是意大利的山峰，位於該國東北部，由博爾扎諾-南蒂羅爾自治省負責管轄，屬於奥特莱斯山的一部分，海拔高度2,627米，每年平均降雨量1,429毫米。